# Jurij Senkevitj
Jurij Senkevitj (ryska: Юрий Алксандрович Сенкич), född 4 mars 1937 i Choibalsan, Mongoliet, död 25 september 2003 i Moskva, Ryssland, var en sovjetisk läkare och vetenskapsman. Han blev känd i Sovjetunionen och i övriga världen för sitt deltagande i Ra-expeditionerna, där han seglade tillsammans med Thor Heyerdahl.
Senkevitj föddes av ryska föräldrar i Mongoliet. 1960 tog han examen från Kirovs militärmedicinska akademi i Leningrad. Efter examen fick han uppdrag som militärläkare. 1962 började Senkevich vid Moskvainstitutet för luftfart och kosmisk medicin vid försvarsministeriet. Den 1 juni 1965 valdes han in i Medical Group 2 (tillsammans med Jevgeni Illjin, Aleksandr Kiseljov) för rymdprogrammet Voschod, som senare avbröts för att ge plats för sovjetiska månprogrammet. Alla tre slutade i början av följande år. Han fortsatte sin karriär inom detta område vid ett institut för medicinska och biologiska problem vid ministeriet för folkhälsa. Från 1966 till 1967 deltog han i den 12:e sovjetiska antarktisexpeditionen vid Vostok-stationen.
1969 inbjöd Thor Heyerdahl Senkevitj att segla med Ra I, papyrusbåten och senare på Ra II 1970. Senkevitj seglade också med Tigris över Indiska oceanen.
År 1973 började Senkevitj sin karriär som värd för Klub putesjestvennikov (Клуб путешественников, "Reseklubben"), ett program på den sovjetiska centraltelevisionen. Under 30 år besökte han som journalist mer än 200 länder. För sitt livslånga bidrag till TV tilldelades han TEFI, ett pris från Ryska Televisions Akademien, 1997. Senkevitj finns med i Guinness rekordbok som "världens längst tjänstgörande TV-ankare".

## Utmärkelser
- TEFI, för Klub putesjestvennikov,  1997
- Ryska fäderneslandets förtjänstorden av 4:e graden,  6 maj 2000[5]
- Jubileumsmedalj "70 år för Sovjetunionens väpnade styrkor"
- Medalj till minne av Moskvas 850-årsdag
- Medalj "Veteran av Sovjetunionens väpnade styrkor"
- Egyptens förtjänstorden
- Ouissam Alaouite-orden
- Jubileumsmedalj "Ryska flottan 300 år"
- Medalj "För oklanderlig tjänst", tredje graden
- Sovjetunionens statliga pris
- Medalj "För oklanderlig tjänst"
- Jubileumsmedalj "60 år för Sovjetunionens väpnade styrkor"
- Hedersmärke-orden
- Folkens vänskapsorden
- Medalj "För oklanderlig tjänst", andra graden
- Jubileumsmedalj ”För firandet av 100-årsdagen av Vladimir Lenins födelse”
- Jubileumsmedalj "40 år för Sovjetunionens väpnade styrkor"
- Jubileumsmedalj ”20-årsdagen för segern i det Stora Fäderneslandkriget 1941-1945”
- Jubileumsmedalj ”50-årsjubileum för Sovjetunionens väpnade styrkor”
- Medalj "För oklanderlig tjänst", första graden

[Redigera Wikidata]